# Buzz!: O Quiz Musical
Buzz!: O Quiz Musical é o primeiro jogo da série Buzz!, foi lançado em 21 de outubro de 2005 para PlayStation 2 na Europa. O jogo está localizado em português de Portugal, com dubragem de Jorge Gabriel e conta com 5000 perguntas sobre música.